# Lukáš Pešek
Lukás Pesek, född den 22 november 1985 i Prag, är en tjeckisk roadracingförare.

## Roadracingkarriär
Pesek vann två deltävlingar i 125GP under 2007 års säsong. 2008 flyttade han till Emmi Caffe Latte Aprilia i 250GP. 2010 körde han Moto2 för Matteoni CP Racing utan framgång. Pešek återkom till Grand Prix-cirkusen 2013 i MotoGP för Came IodaRacing Project. Det gick inte så bra. Pešek var den ende ordinarie föraren som inte tog någon VM-poäng. Bästa resultat var 16:e plats i Kataloniens GP. Pešek fick inte förnyat kontrakt till 2014.

## Pallplatser 125GP
| Nr | Grand Prix | År   |
| -- | ---------- | ---- |
| 1  | Kina       | 2007 |
| 2  | Australien | 2007 |

| Nr | Grand Prix | År   |
| -- | ---------- | ---- |
| 1  | Spanien    | 2006 |
| 2  | Spanien    | 2007 |
| 3  | Frankrike  | 2007 |

| Nr | Grand Prix | År   |
| -- | ---------- | ---- |
| 1  | Italien    | 2006 |
| 2  | Tyskland   | 2006 |
| 3  | Qatar      | 2007 |
| 4  | Tjeckien   | 2007 |